# Model de Colúmbia
El model de Colúmbia, ecològic o sociològic va ser la primera teoria empírica sobre comportament electoral desenvolupada a la Universitat de Colúmbia a partir dels anys 1940 amb la iniciativa de Paul Lazarsfel. A partir de diverses investigacions amb la tècnica panell sobre els mitjans de comunicació, es va trobar que els efectes que produeixen aquests en les audiències eren limitats, amb una funció més de reforç de determinades actituds polítiques que de canvi. Així mateix, els resultats indicaven que les actituds davant la política eren fortament vinculades amb la posició social dels individus, les seves relacions interpersonals, i la cultura política dominant en el grup de socialització. Llavors, la teoria enuncia que el comportament electoral a curt i mitjà termini, es veu influenciat per les actituds polítiques preexistents, determinades principalment per la posició del subjecte en l'estructura social.